# Remina Chiba
Remina Chiba (en japonés: 千葉 玲海菜; Fukushima, Japón; 30 de abril de 1999) es una futbolista japonesa. Juega de delantera y su equipo actual es el Eintracht Fráncfort de la Bundesliga Femenina. Es internacional absoluta por la selección de Japón desde 2022.

## Trayectoria
En su etapa juvenil jugó para el Fujieda Junshin High School, con el cual ganó el campeonato All Japan High School Women's Soccer en 2017. En abril de 2018 ingresó a la Universidad de Tsukuba. Al mismo tiempo fue inscripta como jugadora juvenil por el JEF United Chiba, jugando seis partidos en la Nadeshiko League. En marzo de 2022 se graduó de la universidad y fue oficialmente fichada por el JEF United Chiba. Debutó en la fecha 12 de la WE League 2021-22. En los siguientes cinco partidos la delantera anotó cuatro goles. En septiembre de 2022, Chiba sufrió la rotura del ligamento cruzado de la rodilla derecha durante un entrenamiento.
En enero de 2024 fue fichada por el Eintracht Fráncfort de Alemania.

## Selección nacional
A nivel juvenil, formó parte del plantel que logró el segundo lugar en la Copa Mundial Sub-17 de 2016.
Debutó por la selección de Japón el 24 de junio de 2022 ante Serbia por un amistoso, donde además anotó su primer gol en la victoria por 5-0.
Fue citada a la Copa Mundial de 2023.

### Participaciones en copas del mundo
| Copa                 | Sede                    | Resultado        |
| -------------------- | ----------------------- | ---------------- |
| Copa Mundial de 2023 | Australia Nueva Zelanda | Cuartos de final |

## Clubes
| Club                | País     | Año       |
| ------------------- | -------- | --------- |
| JEF United Chiba    | Japón    | 2021-2023 |
| Eintracht Fráncfort | Alemania | 2024-act. |

## Palmarés

### Campeonatos internacionales
| Título                      | Equipo             | Sede  | Año  |
| --------------------------- | ------------------ | ----- | ---- |
| Campeonato de Asia Oriental | Selección de Japón | Japón | 2022 |
| Juegos Asiáticos            | Selección de Japón | China | 2023 |